# Departament kaliski (Prusy Południowe)

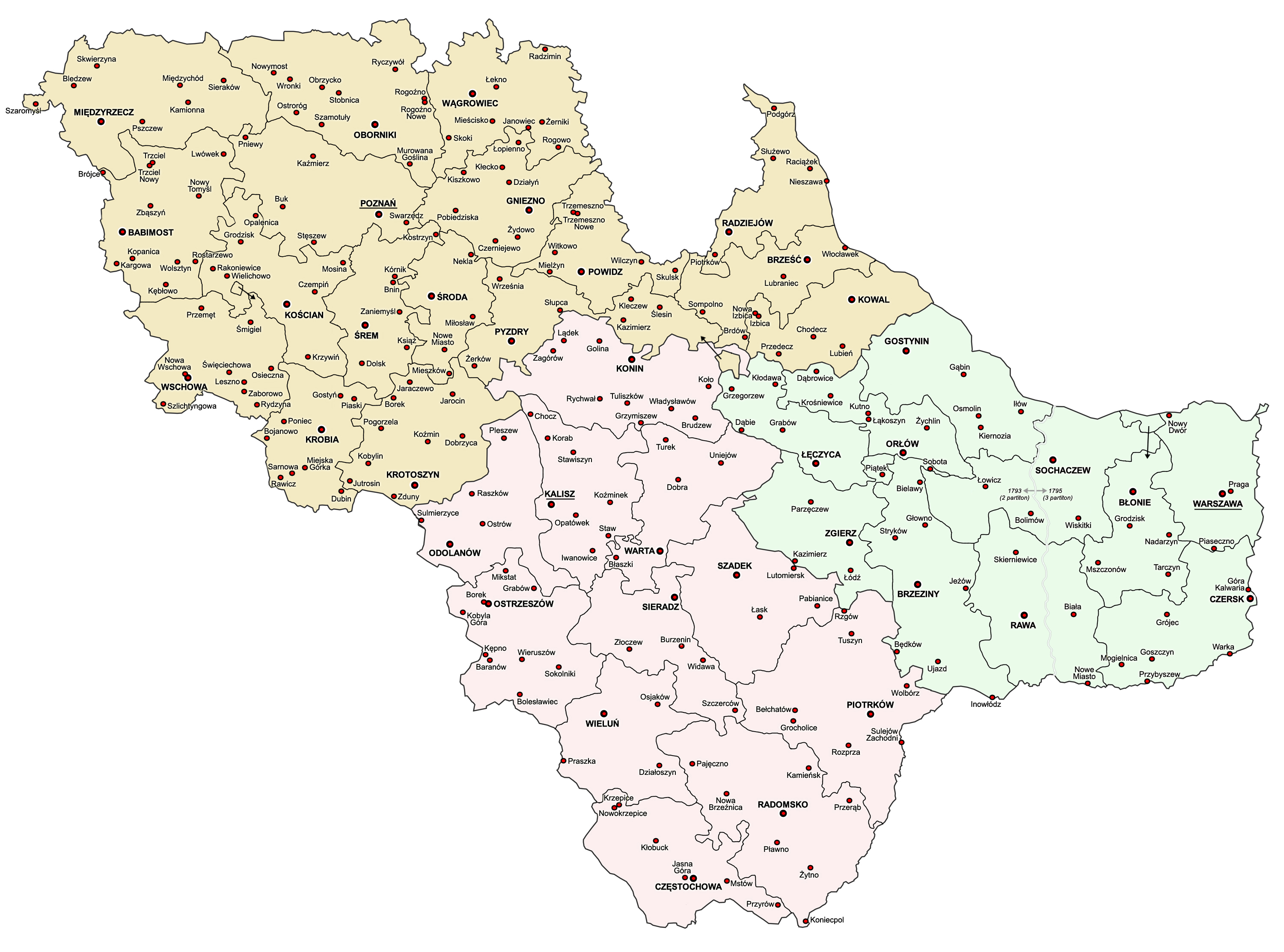
Departament kaliski, 1795–1806 (kolor różowy)

Departament kaliski (niem. Kammerdepartament Kalisch), departament Prus Południowych istniejący w latach 1795–1807 ze stolicą w Kaliszu.
Został utworzony w 1795 roku z 9 południowych powiatów zniesionego departamentu piotrkowskiego (częstochowskiego, lutomierskiego, ostrzeszowskiego, piotrkowskiego, radomszczańskiego, sieradzkiego, szadkowskiego, warckiego i wieluńskiego) oraz 3 powiatów dotychczasowego departamentu poznańskiego (kaliskiego, konińskiego i odolanowskiego). W 1796 roku zniesiono powiat lutomierski.
W 1807 departament przekształcono w departament kaliski Księstwa Warszawskiego.
Departament kaliski dzielił się na 11 powiatów:
- powiat częstochowski
- powiat kaliski
- powiat koniński
- powiat lutomierski (do 1796)
- powiat odolanowski
- powiat ostrzeszowski
- powiat piotrkowski
- powiat radomszczański (wówczas radomski)
- powiat sieradzki
- powiat szadkowski
- powiat warciański (wówczas warcki)
- powiat wieluński